# Cintractiaceae
Cintractiaceae Vánky – rodzina grzybów z rzędu głowniowców (Ustilaginales). Takson błędny

## Systematyka
Pozycja w klasyfikacji według Index Fungorum: Ustilaginales, Ustilaginomycetidae, Ustilaginomycetes, Ustilaginomycotina, Basidiomycota, Fungi.
Według CABI databases w 2022 r. brak takiej rodziny.